# Adam Josef Cüppers
Adam Josef Cüppers (* 14. Juni 1850 in Doveren, Kreis Erkelenz; † 20. Juli 1936 in Ratingen) war ein deutscher Schullehrer und Schriftsteller.

## Leben
Adam Josef Cüppers besuchte die Volksschule in seinem Heimatort Doveren. Nachdem er bereits mit 16 Jahren zum Schulmeister ernannt worden war, absolvierte er von 1869 bis 1871 eine Lehrerausbildung am Lehrerseminar in Kempen. Von 1871 bis 1874 war er Lehrer an der städtischen Volksschule in Straelen. 1872 legte er die Mittelschullehrerprüfung ab; von 1874 bis 1876 wirkte er als Lehrer an einer Mittelschule in Borbeck. Ab 1876 lebte er in Ratingen; von 1878 bis zu seiner Pensionierung war er Rektor der dortigen Katholischen Stadtschule. Daneben leitete er seit 1892 die Ratinger Fortbildungsschule und war aktiv beteiligt an der Gründung von Stadtbücherei und Volkshochschule.
Neben seiner pädagogischen und organisatorischen Tätigkeit verfasste Adam Josef Cüppers zahlreiche, vorwiegend historische Romane, Erzählungen und Dramen.
Sein Sohn Josef (1879–1953) war Rechtsanwalt.

## Schriften
- Geschichtsbüchlein für Volksschüler, Schwann, Düsseldorf 1877 (Digitalisat)
- Helge und Sigrun, Düsseldorf 1881
- (Hrsg.): Dichterblüten, Paderborn 1882
- In der Knospe gebrochen, Cöln 1883
- Die Laut- und Flexion-Verhältnisse der alt-, mittel- und neuhochdeutschen Sprache, Düsseldorf 1887
- Der Gotenfürst, Düsseldorf 1888
- Hermann – Arminius – der Cherusker, der Sieger im Teutoburger Walde, Leipzig 1893 (Digitalisat)
- Prinz und Kaiser, Düsseldorf 1894
- Die heilige Cäcilia, Düsseldorf 1895
- Im Banne der Wiedertäufer, Berlin [u. a.] 1897
- Nomeda, die Braut des Preußenfürsten, Baden-Baden 1897
- Erinnerungen eines Weltkindes, Kevelaer 1898
- Hypnotisiert, Paderborn 1898
- Der Psalter, Einsiedeln [u. a.] 1898
- Aus schwerer Zeit, Kevelaer [u. a.] 1898
- Der König von Sion, Berlin [u. a.] 1900
- Der Verräter, Kevelaer 1901
- Kurze Kirchengeschichte in Einzelbildern, Köln 1902
- Kleine deutsche Staatskunde, Hannover [u. a.] 1903
- Leibeigen, München 1903
- Tadellos, Kevelaer 1904
- Hanani, Cöln 1905
- Die Königin von Palmyra, Graz 1905
- Die Priesterin der Vesta, Cöln 1905
- Die Revolutionäre, Essen-Ruhr 1905
- „Der Brandstifter“ nebst anderen Erzählungen, Einsiedeln [u. a.] 1906
- Die Königin der Rugier, Cöln 1906
- Samum und andere Novellen, Einsiedeln [u. a.] 1906
- Klodwig der Frankenkönig, Cöln 1908
- Die Märtyrer von Lyon, Cöln 1908
- Aus dem Volksleben, Paderborn 1909
- Delphine von Neuville, Cöln 1909
- Der letzte der Langobardenkönige, Cöln 1909
- Die Tochter des Schatzmeisters, Cöln 1909
- Versiegelte Lippen, Cöln 1909
- Robert von Saverny, Cöln 1910
- Übungsbuch für den Unterricht im Rechtschreiben in Volksschulen, Münster i. W. 1910
- Tzavellas, der Suliote, Freiburg i. Br. 1911
- Blätter vom Wege, Regensburg 1912
- Hercus Monte, Cöln 1912
- Die Sansculotten im Bergischen Lande, Cöln 1913
- Um eine Königskrone, Cöln 1913
- Hilde, Einsiedeln [u. a.] 1915
- Auf den Eisfeldern Rußlands, Stuttgart 1917
- Heimgefunden, München 1917
- Gudrun, Freiburg i. Br. 1919
- Des Gotenkönigs Alarich Ruhm und Ende, Leipzig 1922 (Digitalisat)
- Rheinische Legenden, Buchschmuck von Hans Domizlaff. Essen 1926.
- Aus zwei Jahrhunderten, Düsseldorf 1928
- Die Botschaft aus dem Jenseits, Regensburg 1930